# Ahed Ajmi
Ahed Ajmi, né le 8 août 1990 à Monastir, est un basketteur tunisien. Il est le frère d'Islam Ajmi, également joueur de basket-ball.

## Carrière
- 2009-2013 : Club africain
- 2013-2014 : Union sportive monastirienne
- 2014-2015 : Club africain
- 2015-2016 : Ezzahra Sports
- 2016-2017 : Jeunesse sportive d'El Menzah
- 2020-2021 : Union sportive El Ansar
- 2021-2022 (6 mois) : Jeunesse sportive kairouanaise
- 2022 (6 mois) : Dalia sportive de Grombalia
- 2022-2023 : Union sportive El Ansar
- depuis 2023 : Jeunesse sportive d'El Menzah

## Palmarès
- Champion de Tunisie : 2015
- Coupe de Tunisie : 2015
- Super Coupe de Tunisie : 2014